# Palaeotherium
Palaeotherium ist eine ausgestorbene Säugetiergattung, die in die mit den Pferden verwandte Familie der Palaeotheriidae eingeordnet wird. Es lebte vom oberen Eozän bis ins untere Oligozän vorwiegend im heutigen Europa.
Palaeotherium dürfte äußerlich einem Tapir geähnelt haben. Die  eher kurzen Beine trugen vorne vier und hinten drei Zehen, die Backenzähne waren niederkronig und eher auf Blätternahrung ausgerichtet. Aus dem Bau der Nasenbeine schließt man, dass diese Tiere einen kurzen Rüssel besaßen. Palaeotherium war größer als seine Vorgänger und erreichte je nach Art Schulterhöhen von 0,75 bis 1,4 Metern. 
Vermutlich lebten diese Palaeotherien in Herden zusammen in sumpfigen Wäldern, wo sie mit ihren Rüsseln Blätter von den Bäumen pflückten und verzehrten.
Fossile Überreste von Palaeotherium (der Name bedeutet „altes Tier“) wurden erstmals Anfang des 19. Jahrhunderts in Paris entdeckt und vom großen französischen Naturforscher Georges Cuvier erstbeschrieben. Systematisch gilt die Gattung als eine der letzten und gleichzeitig größten aus der Familie der Palaeotheriidae. Diese Gruppe stellt nach heutiger Sicht nicht die unmittelbaren Vorfahren der Pferde dar, sondern bildete einen relativ früh wieder ausgestorbenen Seitenzweig.